# Remus sericeus
Remus sericeus är en skalbaggsart som beskrevs av Holme 1837. Remus sericeus ingår i släktet Remus, och familjen kortvingar. Enligt den svenska rödlistan är arten nära hotad i Sverige. Arten förekommer i Götaland. Artens livsmiljö är havsstränder.